# Liste der Straßen und Brücken in Hamburg-Billbrook

Lage von Billbrook in Hamburg und im Bezirk Hamburg-Mitte (hellrot)

Die Liste der Straßen in Hamburg-Billbrook ist eine Übersicht der im Hamburger Stadtteil Billbrook vorhandenen Straßen und Brücken. Sie ist Teil der Liste der Verkehrsflächen in Hamburg.

## Überblick
In Hamburg-Billbrook (Ortsteilnummer 131) leben 1869 Einwohner (Stand: 31. Dezember 2023) auf 6,1 km². Billbrook liegt in den Postleitzahlenbereichen 20539 und 22113.
In Billbrook gibt es 35 benannte Verkehrsflächen, darunter 13 Brücken.

## Übersicht der Straßen
Die nachfolgende Tabelle gibt eine Übersicht über alle benannten Verkehrsflächen im Stadtteil sowie einige dazugehörige Informationen. Im Einzelnen sind dies:
- Name/Lage: aktuelle Bezeichnung der Straße. Über den Link (Lage) kann die Straße auf verschiedenen Kartendiensten angezeigt werden. Die Geoposition gibt dabei ungefähr die Mitte an. Bei längeren Straßen, die durch zwei oder mehr Stadtteile führen, kann es daher sein, dass die Koordinate in einem anderen Stadtteil liegt.
- Straßenschlüssel: amtlicher Straßenschlüssel, bestehend aus einem Buchstaben (Anfangsbuchstabe der Straße) und einer dreistelligen Nummer.
- Länge/Maße in Metern:
Hinweis: Die in der Übersicht enthaltenen Längenangaben sind nach mathematischen Regeln auf- oder abgerundete Übersichtswerte, die im Digitalen Atlas Nord[1] mit dem dortigen Maßstab ermittelt wurden. Sie dienen eher Vergleichszwecken und werden, sofern amtliche Werte bekannt sind, ausgetauscht und gesondert gekennzeichnet.
Bei Plätzen sind die Maße in der Form a × b bei rechteckigen Anlagen oder a × b × c bei dreiecksförmigen Anlagen mit a als längster Kante dargestellt.
Der Zusatz (im Stadtteil) gibt an, wie lang die Straße innerhalb des Stadtteils ist, sofern sie durch mehrere Stadtteile verläuft.
- Namensherkunft: Ursprung oder Bezug des Namens.
- Datum der Benennung: Jahr der offiziellen Benennung oder der Ersterwähnung eines Namens, bei Unsicherheiten auch die Angabe eines Zeitraums.
- Anmerkungen: Weitere Informationen bezüglich anliegender Institutionen, der Geschichte der Straße, historischer Bezeichnungen, Baudenkmale usw.
- Bild: Foto der Straße oder eines anliegenden Objektes.

| Name/Lage                    | Straßen- schlüssel | Länge/Maße (in Metern) | Namensherkunft                                                                | Datum der Benennung | Anmerkungen | Bild                             |
| ---------------------------- | ------------------ | ---------------------- | ----------------------------------------------------------------------------- | ------------------- | --- | -------------------------------- |
| Andreas-Meyer-Brücke (Lage)  | –                  | 0110                   | in Anlehnung an die Andreas-Meyer-Straße                                      | 1967                | überquert im Zuge der Andreas-Meyer-Straße den Moorfleeter Kanal | Andreas-Meyer-Brücke             |
| Andreas-Meyer-Straße (Lage)  | A426               | 2560                   | Franz Andreas Meyer (1837–1901), Bauingenieur                                 | 1924                | Grundstücksflächen von Moorfleeter Deich bis Unterer Landweg auf der südöstlichen Seite in Moorfleet, ansonsten in Billbrook, insbesondere die komplette Straßenfläche.                                                                                             | Andreas-Meyer-Straße             |
| Ausschläger Allee (Lage)     | A531               | 0330 (im Stadtteil)    | nach der überwiegenden Lage im Rothenburgsorter Ortsteil Billwerder Ausschlag | 1888                | Mit dem Wort „Ausschlag“ ist ein Stück Land vor einem Deich gemeint, das im Sommer von den Bauern als Viehweide benutzt und im Winter von Elbe und Bille überspült wurde; nördlich des Tiefstackkanals in Rothenburgsort.                                           | Ausschläger Allee                |
| Berzeliusstraße (Lage)       | B293               | 1765                   | Jöns Jakob Berzelius (1779–1848), schwedischer Chemiker                       | 1914                | | Berzeliusstraße                  |
| Billbrookdeich (Lage)        | B317               | 3410                   | nach Lage und Funktion im Stadtteil entlang der Bille                         | 1914                | | Billbrookdeich                   |
| Billbrookkanalbrücke (Lage)  | –                  | 0070                   | nach Lage und Funktion im Stadtteil                                           | 1969                | überquert im Zuge der Moorfleeter Straße den Billbrookkanal | Billbrookkanalbrücke             |
| Billstieg (Lage)             | B332               | 0045                   | nach der Lage an der Bille                                                    | 1949                | | Billstieg                        |
| Blaue Brücke (Lage)          | –                  | 0040 (im Stadtteil)    | nach dem Anstrich der Brücke                                                  | 1937                | überquert die Bille und verbindet die Stadtteile Billbrook und Horn miteinander; nördlicher Brückenteil in Horn | Blaue Brücke                     |
| Borsigbrücke (Lage)          | –                  | 0025 (im Stadtteil)    | in Anlehnung an die Borsigstraße                                              | 1924                | überquert den Tiefstackkanal und verbindet die Stadtteile Billbrook und Rothenburgsort miteinander; westliche Brückenhälfte in Rothenburgsort | Borsigbrücke                     |
| Borsigstraße (Lage)          | B506               | 0610                   | August (1804–1854) und Albert Borsig (1829–1878), Unternehmer                 | 1924                | | Borsigstraße                     |
| Bredowbrücke (Lage)          | –                  | 0105                   | in Anlehnung an die Bredowstraße                                              | 1965                | überquert im Zuge der Bredowstraße den Tidekanal | Bredowbrücke                     |
| Bredowstraße (Lage)          | B582               | 1935                   | Hans Bredow (1879–1959), Hochfrequenztechniker                                | 1965                | | Bredowstraße                     |
| Châu-und-Lân-Straße (Lage)   | C                  | 0410                   | Nguyễn Ngọc Châu (1958–1980) und Đỗ Anh Lân (1962–1980)                       | 2024                | Châu und Lân kamen als Flüchtlinge aus Vietnam nach Deutschland und lebten in einer Unterkunft in der Halskestraße. Dort kamen sie 1980 bei einem rassistisch motivierten Brandanschlag ums Leben. Der neu benannte Abschnitt war vorher ein Teil der Halskestraße. | Châu-und-Lân-Straße              |
| Gelbe Brücke (Lage)          | –                  | 0055                   | nach dem Anstrich der Brücke                                                  | 1969                | überquert im Zuge der Moorfleeter Straße die Bille und verbindet die Stadtteile Billbrook und Billstedt miteinander | Gelbe Brücke                     |
| Grusonstraße (Lage)          | G326               | 0995                   | Hermann Gruson (1821–1895), Ingenieur                                         | 1924                | | Grusonstraße                     |
| Halskebrücke (Lage)          | –                  | 0080                   | in Anlehnung an die Halskestraße                                              | 1970                | überquert im Zuge der Halskestraße den Tidekanal | Halskebrücke                     |
| Halskestraße (Lage)          | H067               | 1690                   | Johann Georg Halske (1814–1890), Unternehmer                                  | 1948                | südlicher Teil zwischen Neue Feldhofe und Andreas-Meyer-Straße seit 2024 Châu-und-Lân-Straße | Halskestraße                     |
| Horner Rampe (Lage)          | H637               | 0115 (im Stadtteil)    | nach dem rampenartigen Verlauf der Straße in Horn                             | 1933                | überwiegender Teil nördlich der Bille in Horn | Horner Rampe (Hamburg-Moorfleet) |
| Liebigbrücke (Lage)          | –                  | 0035 (im Stadtteile)   | in Anlehnung an die Liebigstraße                                              | 1934                | überquert den Tiefstackkanal und verbindet die Stadtteile Billbrook und Rothenburgsort miteinander; westliche Brückenhälfte in Rothenburgsort | Liebigbrücke                     |
| Liebigstraße (Lage)          | L166               | 1320                   | Justus von Liebig (1803–1873), Chemiker                                       | 1914                | | Liebigstraße                     |
| Moorfleeter Deich (Lage)     | M261               | 0050 (im Stadtteil)    | nach Lage und Funktion im Stadtteil Moorfleet                                 | 1955                | kurzer nördlicher Teil in Billbrook, dann in Moorfleet und südlich des Schöpfwerksgrabens Eichbaum in Allermöhe | Moorfleeter Deich                |
| Moorfleeter Straße (Lage)    | M264               | 1880 (im Stadtteil)    | Hamburger Stadtteil Moorfleet                                                 | 1914                | nördlich der Bille in Billstedt | Moorfleeter Straße               |
| Neue Feldhofe (Lage)         | N241               | 060 (im Stadtteil)     | in Anlehnung an die in Moorfleet und Billwerder verlaufende Straße Feldhofe   | 2001                | südlich der Straße Feldhofe in Moorfleet | Neue Feldhofe                    |
| Pinkertbrücke (Lage)         | –                  | 0095                   | in Anlehnung an den Pinkertweg                                                | 1967                | überquert im Zuge des Pinkertwegs den Industriekanal | Pinkertbrücke                    |
| Pinkertweg (Lage)            | P122               | 1815                   | Wilhelm Pinkert (1870–1931), Organisator des Fernsprechdienstes in Hamburg    | 1967                | | Pinkertweg                       |
| Poggendorffstraße (Lage)     | P151               | 0095                   | Johann Christian Poggendorff (1796–1877), Physiker                            | 1930                | | Poggendorffstraße                |
| Porgesring (Lage)            | P234               | 1010                   | Georg Porges (1840–1940), Unternehmer und Fabrikgründer in Billbrook          | 1975                | | Porgesring                       |
| Rote Brücke (Lage)           | R305               | 0315 (im Stadtteil)    | nach dem Anstrich der Brücke                                                  | 1948                | Die Rote Brücke ist im Gegensatz zu den anderen nach Farben benannten Bille-Übergängen auch ein ganzer Straßenzug; östlich der Bille in Billstedt | Rote Brücke                      |
| Tidekanalbrücke (Lage)       | –                  | 0095                   | nach Lage und Funktion                                                        | 1969                | überquert im Zuge der Moorfleeter Straße den Tidekanal | Tidekanalbrücke                  |
| Tiefstacker Brücke (Lage)    | –                  | 0030 (im Stadtteil)    | nach Lage und Funktion                                                        | 1924                | überquert im Zuge der Ausschläger Allee den Tiefstackkanal und verbindet die Stadtteile Billbrook und Rothenburgsort miteinander; nördlicher Teil in Rothenburgsort                                                                                                 | Tiefstackbrücke                  |
| Unterer Landweg (Lage)       | L031               | 2130                   | nach der Funktion als einer von drei Verbindungswegen zwischen Elbe und Bille | 1929                | siehe auch Mittlerer Landweg in Allermöhe und Billwerder und (in Bergedorf) Oberer Landweg; die Grundstücke mit den Hausnummern 21/25 sowie 93 liegen auf Billwerder Gebiet, ansonsten komplett in Billbrook, insbesondere die gesamte Straßenfläche                | Unterer Landweg                  |
| Werner-Siemens-Straße (Lage) | W178               | 1940                   | Werner von Siemens (1816–1892), Erfinder und Industrieller                    | 1924                | | Werner-Siemens-Straße            |
| Wöhlerbrücke (Lage)          | –                  | 0025                   | nach Lage und Funktion                                                        | 1924                | überquert im Zuge der Wöhlerstraße den Billbrookkanal | Wöhlerbrücke                     |
| Wöhlerstraße (Lage)          | W357               | 0865                   | Friedrich Wöhler (1800–1882), Chemiker                                        | 1914                | | Wöhlerstraße                     |
| Zinkhüttenweg (Lage)         | Z083               | 0225                   | nach der ehemaligen Billbrooker Zinkhütte                                     | 2000                | | Zinkhüttenweg                    |